# Британски савет
Британски савет (енгл. British Council) је британска организација специјализована за међународне културне и образовне могућности. Делује у преко 100 земаља, а промовише шире познавање Уједињеног Краљевства и енглеског језика. Названа је продужетком спољне политике Уједињеног Краљевства, као и оруђем за пропаганду.